# Stanislav Čerčesov
Stanislav Salamovič Čerčesov (rus. Станислав Саламович Черчесов; 2. rujna 1963., Alagir, Sjeverna Osetija-Alanija, Rusija, tada SSSR) ruski je nogometni trener i bivši igrač. Igrao je na položaju vratara. Trenutačno je bez kluba.
Oset je po nacionalnosti.
Nastupao je za sovjetsku i rusku nogometnu reprezentaciju.
Bio je trenerom FC Kufsteina od siječnja do studenog 2004. godine.
Bio je trenerom FC Wacker Tirol od studenog 2004. do svibnja 2006. godine.
Od lipnja 2006. do lipnja 2007. godine športski je direktor Spartaka iz Moskve.
Čerčesov je 142 puta nastupio za Spartak iz Moskve.

## Uspjesi
Prvenstva:
- sovjetsko prvenstvo: 1987. i 1989. sa Spartakom iz Moskve
  - sovjetski doprvak: 1991. sa Spartakom iz Moskve
- rusko prvenstvo: 1992. i 1993. sa Spartakom iz Moskve
- austrijsko prvenstvo: 2000., 2001. i 2002. s Tirolom iz Innsbrucka

Kupovi:
- sovjetski kup: 1992. sa Spartakom iz Moskve

## Nagrade i priznanja
- sovjetski najbolji vratar: 1989. i 1990.
- ruski najbolji vratar: 1992.

Igrao je na SP-ima 1994. i 2002. i EP-ima 1992. i 1996. godine.
Nastupio je i u jednoj utakmici za FIFA-inu momčad protiv momčadi Amerike 1995. i u utakmici za Europu protiv Afrike 1997. godine.

## Vanjske poveznice
- Profil na RussiaTeamu